# Agelaea
Agelaea is een geslacht van kevers uit de familie van de loopkevers (Carabidae). De wetenschappelijke naam van het geslacht is voor het eerst geldig gepubliceerd in 1839 door Gene.

## Soorten
Het geslacht Agelaea omvat de volgende soorten:
- Agelaea fulva Gene, 1839
- Agelaea himalayica Jedlicka, 1965